# Amegilla parapulchra
Amegilla parapulchra es una especie de abeja excavadora perteneciente al género Amegilla, categorizada en la tribu Anthophorini, de la subfamilia Apinae.
Fue descrita científicamente por el entomólogo australiano Percy Tarlton Rayment en 1947. Aparece registrada y publicada en una sección de A critical revision of species in the zonata group of Anthophora by new characters (Part II), Treubia 19: 46-73 de 1947.

## Distribución
La especie se distribuye por Australia, en Nueva Gales del Sur.